# Diocesi di Uzita
La diocesi di Uzita (in latino Dioecesis Uzitensis) è una sede soppressa e sede titolare della Chiesa cattolica.

## Storia
Uzita, identificabile con Henchir el-Makhrebba nel governatorato di Monastir in Tunisia, è un'antica sede episcopale della provincia romana di Bizacena.
Unico vescovo attribuibile a questa diocesi è Paolo, che prese parte alla conferenza di Cartagine del 411, che vide riuniti assieme i vescovi cattolici e donatisti dell'Africa romana. La sede in quell'occasione non aveva vescovi donatisti; l'ultimo era deceduto poco prima della conferenza.
Dal 1928 Uzita è annoverata tra le sedi vescovili titolari della Chiesa cattolica; la sede è vacante dal 14 febbraio 2024.

## Cronotassi

### Vescovi
- Paolo † (menzionato nel 411)

### Vescovi titolari
- Candido Domenico Moro, O.F.M. † (14 luglio 1931 - 1º ottobre 1952 deceduto)
- Othon Motta † (10 marzo 1953 - 16 maggio 1960 succeduto vescovo di Campanha)
- Joseph Raymond Windle † (15 novembre 1960 - 8 febbraio 1971 succeduto vescovo di Pembroke)
- Rómulo García † (9 agosto 1975 - 19 gennaio 1976 nominato vescovo di Mar del Plata)
- Maximilian Goffart † (2 dicembre 1977 - 17 luglio 1980 deceduto)
- Wolfgang Weider † (10 febbraio 1982 - 14 febbraio 2024 deceduto)